# Районирование
Райони́рование — деление территории на внутренне однородные, но различающиеся между собой составные части — районы.
Районирование – это процесс и результат расчленения территории на районы или обнаружение, выделение и разграничение ареалов в любой среде. Районированию всегда предшествует конкретная цель — от удобства исследования и отражения изучаемых феноменов до решения прикладных задач административно-территориального деления, управления, влияния на экономику при директивном или индикативном планировании, проведении региональной политики.

## Виды районирования
Районирование — это способ дифференциации существующих территориальных единиц с учётом их специфики, например районирование сортов сельскохозяйственных культур, цен и налогов, заработной платы и так далее. Районирование делят на единичное и общее. При единичном используется какой-нибудь один ведущий признак: компонент природной среды или вид деятельности (отрасль хозяйства). При общем районировании — сочетание признаков, позволяющее выделять комплексные или интегральные районы по характерным сочетаниям природных или общественных признаков. Результатом служит сеть районов, отражающая специфику районированного пространства и внутренне присущую территориальной организации иерархичность геосистем. При этом районы как одного, так и разных уровней иерархии должны отвечать заранее заданным типологическим и классификационным характеристикам. 
При районировании используются принципы:
- однородное районирование, под которым понимается поиск и выделение одинаковых районов. Объединение схожих по ряду признаков территорий позволяет выделить синтетические районы. Различают однопризнаковое и многопризнаковое однородные районирования.;
- узловое районирование, которое предполагает выделение районов по интенсивности хозяйственных связей внутри них. Узловое районирование выявляет сферы влияния городов, транспортных узлов, предприятий. Границы района проводятся там, где показатели влияния принимают минимальные значения.
- физико-географическое районирование[5][6] — районирование по физико-географическим условиям.

Признаки, по которым выделяются районы, могут быть различны по характеру, по широте охвата признаков, по цели районирования. Например: Полесский и Центральный экономический район. Каждый район обладает уникальным географическим положением.

## В Российской Федерации выделяют
- Экономические районы — 12.
- Экономические зоны и макрозоны — 10.

— по общности целей и задач совместной разработки и осуществления региональных программ экономического развития и повышения эффективности деятельности федеральных органов государственной власти и совершенствования системы контроля за исполнением их решений на территории субъектов федерации:
- Федеральные округа — 8.
- Межрегиональные ассоциации экономического взаимодействия (МАЭВ) — 5.

— по условиям изучения и контроля природно-климатических, экологических и геологических параметров местности, в том числе на территориях государственных природных заповедников и национальных парков:
- Межрегиональные территориальные управления по гидрометеорологии и мониторингу окружающей среды и центры по гидрометеорологии и мониторингу окружающей среды (УГМС и ЦГМС) — 25.
- Территориальные и региональные отделы государственного геологического контроля (ОГГК) при территориальных органах МПР России и органах управления субъектов Российской Федерации — 38.
- Особо охраняемые природные территории — 133 (в том числе 98 природных заповедников и 35 национальных парков).

— по условиям осуществления технического надзора за строительством и использованием основных фондов, в том числе на объектах, требующих обеспечения сейсмической и радиационной безопасности:
- Территориальные органы федерального горного и промышленного надзора (ФГПН) — 46.
- Межрегиональные территориальные округа по государственному регулированию ядерной и радиационной безопасности (МТО РБ) — 17.

— по условиям обеспечения государственного таможенного контроля за внешнеторговыми операциями:
- Региональные таможенные управления (РТУ) — 13.

— по характеру и степени дискомфортности условий жизнедеятельности населения, в том числе в районах проживания малочисленных народов России:
- Территории с дискомфортностью условий жизнедеятельности населения
  - Районы Крайнего Севера — 13.
  - Местности, приравненные к районам Крайнего Севера — 16.
- Территории, отнесённые к зонам чрезвычайной экологической ситуации — 3.
- Регионы компактного проживания малочисленных народов России
- Территории за пределами Российской Федерации — 1

### Федеральные округа
- Центральный федеральный округ
- Северо-Западный федеральный округ
- Приволжский федеральный округ
- Южный федеральный округ
- Уральский федеральный округ
- Сибирский федеральный округ
- Дальневосточный федеральный округ¨
- Северо-Кавказский федеральный округ

### Министерство обороны
Военные округа

Военно-административное деление Российской Федерации

- Западный военный округ — штаб в Санкт-Петербурге;
- Северный флот — штаб в Североморске;
- Южный военный округ — штаб в Ростове-на-Дону;
- Центральный военный округ — штаб в Екатеринбурге;
- Восточный военный округ — штаб в Хабаровске.

### Экономические регионы России
Общероссийский классификатор экономических регионов ОК 024-95 (ОКЭР)
- Центральный экономический район;
- Центрально-Чернозёмный экономический район;
- Восточно-Сибирский экономический район;
- Дальневосточный экономический район;
- Северный экономический район;
- Северо-Кавказский экономический район;
- Северо-Западный экономический район;
- Поволжский экономический район;
- Уральский экономический район;
- Волго-Вятский экономический район;
- Западно-Сибирский экономический район;
- Калининградский экономический район.

Крым не включён в состав ни одного экономического района, поскольку официальные документы, определяющие экономическое районирование страны не изменялись с начала с 2000-х годов.

### Природные ресурсы
Лесные районы
Приказ МПР 68 от 28 −03-2007
- Тундра
- Тайга
- Полупустыни
- Широколиственные и хвойные
- Лесостепь
- Северный Кавказ
- Южная Сибирь
- Степь

лесные районы делятся на территории, (несколько муниципальных районов)

### Российские железные дороги
- Московская, Октябрьская, Северная, Юго-Восточная, Северокавказская, Приволжская, Горьковская, Свердловская, Челябинская, Западно-Сибирская, Красноярская, Восточно-Сибирская, Забайкальская, Дальневосточная, Сахалинская, Калининградская

## В селекции
Районирование — установление района возделывания новых сортов растений, по результатам государственного, производственного сортоиспытания.

## Германия
Принятое в современной Германии (Федерати́вной Респу́блике Герма́ния) физико-географическое районирование страны и государства которое основано на делении территории по геологическим, геоморфологическим, гидрологическим, почвенным и биогеографическим критериям. Административные и государственные границы при районировании Германии (ФРГ) не учитываются. Территория федерации и страны разделена на крупные регионы (Großregionen) первого, второго и третьего порядков, основные единицы (Haupteinheiten) и субединицы (Untereinheiten).